# Marion Davies
Marion Davies (Brooklyn, 3 de janeiro de 1897 – Hollywood, 22 de setembro de 1961) foi uma atriz estadunidense.

## Biografia
Marion Davies nasceu Marion Cecilia Dourvas no bairro do Brooklyn, Nova Iorque. Foi a caçula de cinco filhos.
Marion é comumente lembrada pelo relacionamento amoroso que teve com o magnata do jornal William Randolph Hearst. Um fato triste sobre a sua vida é que ela nunca era reconhecida pela sua carreira e sim sobre seus relacionamentos e sobre sua badalada vida social. Em suas memórias, ela mesma disse: "Eu não fui uma atriz", ainda afirma ter sido uma mulher tola e ingênua.
Se tornou muito famosa com o filme Cecilia of the Pink Roses, de 1916. Recebeu inúmeras propostas para comerciais nos Estados Unidos, além de vários convites sociais e até jantares com presidentes. Nos dez anos seguintes participou de uma média de 3 filmes por ano.

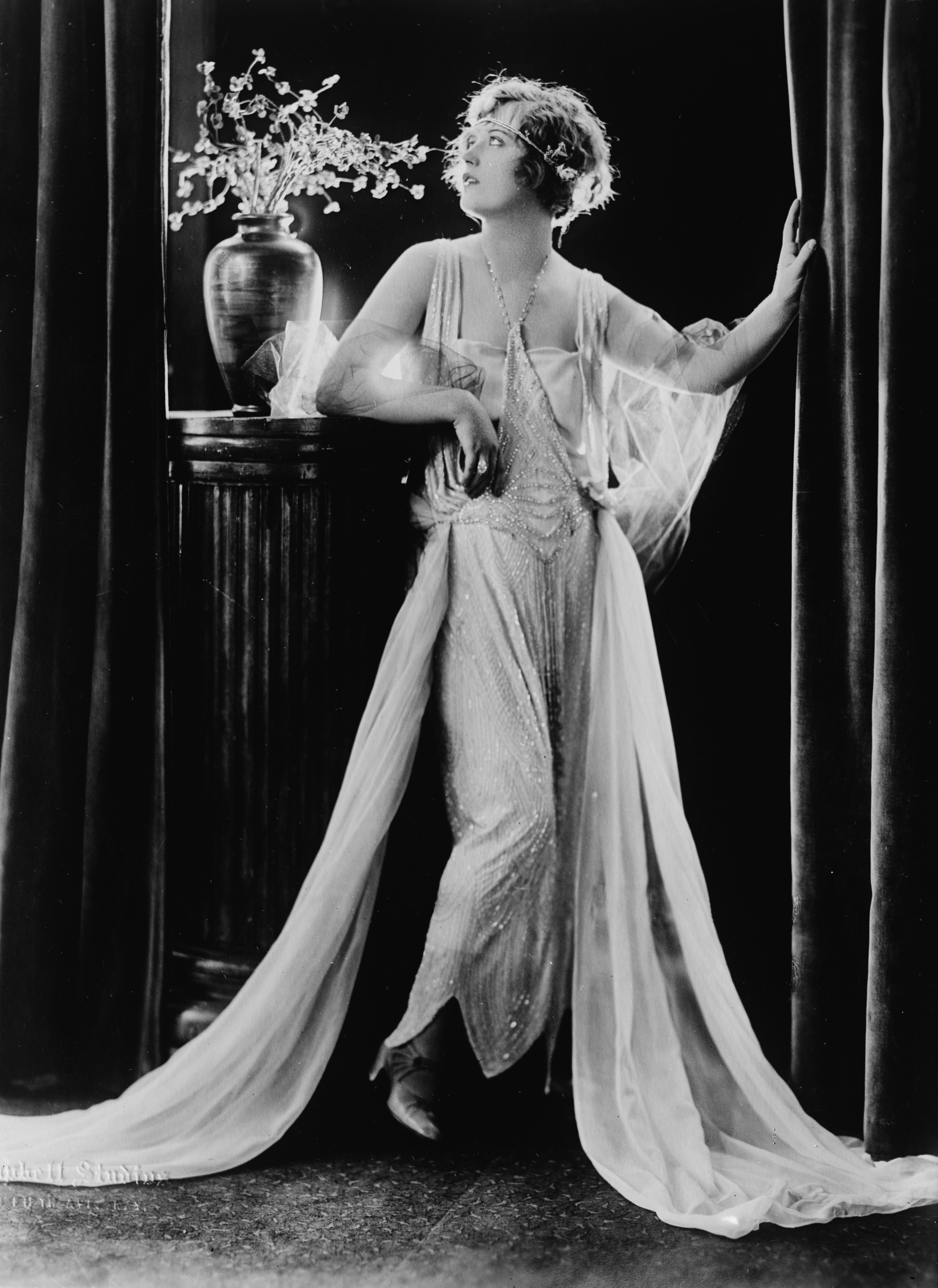
Marion Davies, fotografada pela Bain News Service.

Davies e seu marido viveram juntos por décadas sem se casarem, devido a esposa de Hearst se recusar a assinar os papéis do divórcio. Certa vez, ele chegou perto de se casar com Marion ao quase ceder a um acordo com sua esposa. Mas na última hora voltou atrás dizendo que as imposições financeiras desta eram muito altas.
Com o passar do tempo, o relacionamento dos dois ficou desgastado e, mesmo morando com Hearst, Marion teve outros relacionamentos. O mais famoso deles foi com o ator Charlie Chaplin.[carece de fontes?]
Seu relacionamento com Chaplin se transformou numa verdadeira lenda em 1924. Chaplin, Hearst, Davies e outros atores e atrizes estavam no iate de Hearst quando o produtor de filmes Thomas Ince morreu. Até hoje não se sabe a causa da morte.
Apesar de várias evidências contra o assassinato, várias pessoas afirmaram que Hearst assassinou Thomas Ince, pois o confundiu com Charles Chaplin em um momento de intenso ciúme. O caso se transformou no filme The Cat's Meow estrelado por Edward Herrmann como Hearst, Kirsten Dunst como Davies, Eddie Izzard como Chaplin e Cary Elwes como Ince.

### Morte
Davies faleceu vítima do câncer em Hollywood no dia 20 de setembro de 1961 e foi enterrada no Hollywood Forever Cemetery. Ela deixou uma fortuna estimada em 30 milhões de dólares.

## No cinema
Foi representada por Amanda Seyfried no filme Mank de David Fincher. 